# Nueva Esperanza (Miguel Checa)
Nueva Esperanza es un caserío peruano ubicado en el distrito de Miguel Checa, perteneciente a la provincia de Sullana del departamento de Piura, al norte del Perú. En el 2017 tenía una población de 40 habitantes.